# Ирина Хрисовалантская
Ирина Хрисовалантская или Ирина Каппадокийская (греч. Ειρήνη Χρυσοβαλάντου; сер. IX — сер X в.) — преподобная, игуменья Хрисовалантского монастыря. День памяти — 28 июля.

## Житие
Единственный источник, откуда можно почерпнуть данные о жизни преподобной, это её житие. Автор данного памятника, оригинал которого не сохранился, неизвестен. Шведский византинист Я. У. Розенквист датирует создание оригинала последними двумя десятилетиями X века. Текст «Жития» известен по семи сохранившимся рукописям, относимым к XIII—XVII векам. Опубликован текст «Жития» был, в частности, в Acta Sanctorum под названием «Vita s. Irenis hegumenae virginis Constantinopoli in Chrysobolanto, auctore anonym».
На непоследовательность хронологии «Жития» указывает ряд несоответствий. Например, император Михаил III, родившийся в 840 году, сочетался браком с Евдокией Декаполитиссой в 855 году. Таким образом, в момент прибытия в Константинополь Ирина должна была быть подростком. В то же время агиограф сообщает о её встрече, следовавшей на смотр невест императора, с преподобным Иоанникием Великим, который умер в 846 году, когда императору было лишь шесть лет; также по некоторым данным можно судить о её избрании настоятельницей в период между 843 и 847 годами. К тому же, смотр невест состоялся на 10 лет позже.
Подобные хронологические несоответствия стали причиной того, что время жизни Ирины установить крайне сложно. Согласно одной из версий, время её жизни относится к 840—940 годам. В то же время Розенквист приводил датировку 830—930 годы. Русский византинист И. И. Соколов относит её смерть к середине IX века. Некоторые исследователи считают, что эти хронологические проблемы бросают тень сомнения на историчность Ирины.
Согласно предположению Розенквисту, не располагавшему прочными доказательствами, в качестве агиографа-анонима мог выступить кто-либо из членов рода Гумер (Губер), приходившихся константинопольскими родственниками Ирине. Он же предположил, что, возможно, автором могла быть женщина: в частности, основательница или игуменья Хрисовалантского монастыря. Кроме этого, хронологическая непоследовательность свидетельствует в пользу написания «Жития» намного позже описываемых событий и говорит о незнании автором реалий середины IX века. По мнению некоторых исследователей, последнее было неизбежно в случае, если Ирина действительно дожила до 97 лет. Датировать памятник более точно помог комментарий в «Житии» о пятом поколении династии Василия I, что дало повод отнести его создание ко времени правления Василия II, то есть к 976—1025 годам.
«Житие» Ирины используется как ценный источник о роли магии в Византии середины IX — середины X века и о Хрисовалантском монастыре, а также о состоянии монашества в Византии вообще. Так, Житие рассказывает в отличие от прочих источников о церкви Чиноначальников в монастыре. Также оно сообщает о размещении монастыря в «живописном, удалённом от многолюдных кварталов месте». Согласно тексту, монастырь первоначально был мужским; к его упадку и опустению привела политика преследования монашествующих во время иконоборчества. Перед описываемыми событиями он был восстановлен как женский. Ирина, приведшая монастырь к процветанию, может быть, по мнению И. И. Соколова, «прекрасным примером того, какой славой монашество пользовалось в византийском обществе рассматриваемого времени». По мнению А. П. Каждана, «Житие» служит доказательством большого влияния каппадокийских знатных родов в Византии середины IX века.

## Биография
Вначале «Житие» описывает события, которые произошли непосредственно перед Торжеством Православия. Так, оно сообщает о смерти императора Феофила, начале регентства его жены, императрицы святой Феодоры, Константинопольском Поместном соборе и осуждении иконоборчества как ереси. Описывая дальнейшие мольбы императрицы о прощении своего мужа и её просьбу к святым отцам, участникам собора, составить список с именами всех иконоборцев, «Житие» сообщает далее, что список был положен на алтарь в храме Святой Софии. После этого последовали мольбы святых отцов о спасении души императора, длившиеся несколько дней, после чего список был вскрыт, и среди имён еретиков имени Феофила уже не было.

### Смотр невест
Затем императрица решилась на женитьбу своего сына императора Михаила III. Знатные семьи империи, в которых были красивые и благочестивые девушки, получили письма от Феодоры с приглашением на смотр невест в Константинополь. В столицу отправилась и Ирина вместе со своей старшей сестрой Каллиникой (обе девушки принадлежали к знатному каппадокийскому роду). Последняя затем, как сообщает агиограф, стала супругой кесаря Варды, дяди императора Михаила по матери.
Путь сестёр пролегал мимо горы Олимп Вифинский. Здесь жил преподобный Иоанникий Великий, которому приписывали дар быть видимым лишь достойным. Ирина пожелала увидеть Иоанникия и поднялась на гору с сопровождающими. При приветствии преподобный назвал Ирину по имени, рассказав, что она необходима Хрисовалантскому монастырю. Девушка, не слышавшая прежде об этой обители, удивилась рассказу святого.
Приход в Константинополь сопровождался встречей со знатными родственниками, в том числе и приближёнными императора (членами синклита, патрикиями и прочими). После вести о том, что император избрал уже супругу, многие знатные и состоятельные люди обратили своё внимание на Ирину. Однако девушка, обрадованная известием, пришла к убеждению уйти в монастырь и стала искать обитель в столице.

### Уход в монастырь
Вспомнив встречу с Иоанникием, Ирина приняла постриг в Хрисовалантском монастыре. Своё имущество она разделила между бедняками, больными и монастырём (её рабыни с дарами были отпущены на свободу). С тех пор преподобная, не обращавшая внимания даже на приглашения к императору, навсегда осталась в монастыре.
Согласно «Житию», Ирина, взяв за основу смирение и послушание, выполняла самую тяжёлую монастырскую работу, обращая на себя внимание игуменьи и сестёр. В рацион будущей игуменьи, имевшей из одежды лишь одну рубашку и одну рясу, входили лишь хлеб, вода и овощи. В круг её чтения, кроме Священного Писания, входили произведения святых отцов и жития подвижников, изучаемые с прилежанием. Так, прочитав «Житие преподобного Арсения Великого», Ирина узнала о его обыкновении вставать на закате лицом к востоку, стоять с поднятыми руками до утра и молиться (т. н. подвиг стояния, распространённый в среде византийского монашества). Взяв благословение у игуменьи (лишь она и знала о будущем подвижничестве), преподобная стала делать так же и вскоре могла, согласно агиографу, уже дни и ночи стоять в таком положении: иногда даже неделю. Если подвиг стояния длился долго, то без посторонней помощи для того, чтобы опустить руки, ей было не обойтись. Этот процесс сопровождался, по утверждению агиографа, страшным треском.
Через три года, как рассказывает «Житие», Ирина подверглась искушению бесов. Последние, напоминая о её знатности, искушали её богатством и мирскими наслаждениями и наводили страх во время стояний ночью. Ирина обратилась с мольбой о заступничестве к Спасителю, Пресвятой Богородице и архангелам Михаилу и Гавриилу, после чего бесы ушли.
Со временем об Ирине стало известно её родственникам и даже жёнам и дочерям членов синклита, в результате чего многие девушки знатного происхождения стали жить согласно заповедям Божиим.

### Игуменья
Затем умерла игуменья, которая в качестве преемницы избрала именно Ирину. Исходя из опасений, что смирение святой не позволит ей принять должность, насельницы монастыря обратились за помощью к святому Мефодию I, патриарху Константинопольскому. Согласно «Житию», к патриарху снизошло прозрение о воле игуменьи, и он рукоположил Ирину в диакониссы, назначив при этом же игуменьей.
Как сообщает агиограф, для лучшего исполнения обязанностей Ирина обратилась к Богу с мольбой научить её «читать в сердцах и душах людей». Однажды она увидела ангела, который всюду следовал за ней и помогал увидеть тайные помыслы инокинь. «Житие» рассказывает, как во время нощного бдения бесы сделали так, что её одежды воспламенились. Одна из инокинь, почувствовав запах и подумав о пожаре, вошла в келью Ирины и увидела её стоящей неподвижно и молящейся, несмотря на пламя. Потушив пламя, сестра в ответ получила укор от игуменьи, которая рассказала, что ангел хотел возложить на неё венец. Несмотря на повреждения, тлеющая одежда Ирины благоухала.
Святая часто своим опытом помогала сёстрам в деле спасения. Став игуменьей, Ирина перешла к более трудному подвижничеству. Так, в круг её подвигов вошли недельное стояние, строгое воздержание в пище и питье, моления с большим сокрушением. Перейдя на общение лишь с насельницами своего монастыря, она никогда последний не покидала. Её настроение, как оно отражено в тексте «Жития», Соколов И. И. охарактеризовал как «непрерывно проникнутое религиозным экстазом»; она обладала даром пророчества и парения в воздухе наряду с изгнанием бесов.
Сестра Ирины, получив от неё предупреждение о будущем убийстве её мужа Варды и императора Михаила III, передала слова мужу, который не поверил ей и вскоре был убит вместе с императором. Трон занял Василий I Македонянин.
Подвижница и хорошая руководительница, Ирина своей известностью привлекала в монастырь новых постриженниц. Вскоре одна из девушек, происходившая из знатного каппадокийского рода, ушла в Хрисовалантский монастырь. Юноша, который сватался к ней, был огорчён и призвал на помощь колдуна, чтобы вернуть возлюбленную с помощью магии. Девушка же, помимо возникшей страсти к юноше, стала испытывать желание самоубийства и выкрикивать имя молодого человека. Ирина обратилась тогда с просьбой ко всем инокиням соблюдать строгий пост и молиться об исцелении одержимой. Когда наступил третий день, игуменья испытала видение Василия Великого, также каппадокийца, который дал указание отвести девушку во Влахернский храм Божией Матери. После выполнения повелений святого Ирина увидела сон, в котором Богоматерь призывает великомученицу Анастасию Узорешительницу и даёт указание ей и святому Василию выяснить, что привело к одержимости. Затем во время одной из молитв в Хрисовалантском монастыре появившиеся в воздухе великомученица и святой передали в руки игуменьи узел с магическими предметами. После сожжения последних одержимость пропала.
Согласно «Житию», постоянное сокрушение Ирины о своих грехах принесло ей «дар обильных слёз». Из-за её нежелания, чтобы это видели люди, и по её просьбе в полу храма сделали небольшое углубление, снабжённое крышкой. Когда начиналась служба, Ирина, наклонившись к ямке и укрывшись от посторонних взглядов ладонями, плакала до окончания богослужения; иногда это приводило к переполнению углубления слезами. Агиограф пишет, что даже его современники могли ещё видеть это углубление в храме.
Однажды юноша по имени Николай, занимавшийся уходом за виноградником, испытал страсть к одной из инокинь, и одной ночью, испытав помутнение разума, он стал «метаться по земле с пеной у рта». Наутро к Ирине пришло прозрение о причине столь странного поведения юноши, и она отправила его в храм великомученицы Анастасии. Однако и многодневное нахождение в этом храме не дало покоя Николаю. После того как игуменья испытала недоумение по этому поводу, она увидела сон, в котором великомученица дала знать, что долг Ирины — самой исцелить Николая. Юношу, приведя в монастырь, привязали к колонне храма. Из опасений, что после исцеления все узнают о её даре, Ирина пришла к решению совершать ежедневные молитвы вместе со всеми инокинями для постепенного исцеления Николая. Во время одной из Божественных литургий юноша, разорвав оковы, бросился к священнику, и святая в ответ наложила на Николая запрет двигаться, одновременно приказав бесу оставить одержимого. Николай затем получил от неё повеление сообщать об исцелении как совершённом Богом предстательством архангелов Михаила и Гавриила.
Согласно «Житию», Ирина однажды поднялась над землёю, и два кипариса преклонились перед ней. Затем святая осенила их крестным знамением, чтобы они распрямились. Однако одна из инокинь, свидетельница чуда, успела закрепить на их верхушках шёлковые платки. Это привело к тому, что о чуде узнали остальные насельницы монастыря.
Агиограф также сообщает, что во время одной из ночных молитв некий голос предупредил Ирину о будущем необычном визите. Утром монастырь посетил капитан одного из кораблей. Его рассказ свёлся к следующему: около острова Патмос его корабль был остановлен неким старцем, который вёл разговор с берега необитаемой части острова. Несмотря на резкие порывы ветра, которые мешали кораблю причалить, последний остановился по повелению старца, который, придя по волнам, отдал в руки капитана три яблока для патриарха Константинопольского святого Игнатия и ещё три для Ирины. Эти яблоки, согласно словам старца, были из рая. Однажды, окончив недельный пост, святая после вкушения яблока 40 дней не ела и не пила. Второе яблоко было разделено игуменьей между инокинями в Страстной четверг, после евхаристии. Третье яблока Ирина оставила в сохранности.
Согласно «Житию», ложный донос привёл к аресту одного из членов рода Ирины, и чтобы спасти его, близкие обратились к игуменье. Во время ночного видения императору святая, назвав себя, приказала освободить родственника, иначе императору грозила смерть. Последний, приняв случившееся за колдовство, устроил допрос заключённого, который сообщил, что знает Ирину и где её найти. От имени императора в Хрисовалантский монастырь были посланы его слуги, которые услышали от святой, «от лица которой исходил луч света», всё то же, что и в видении слышал император. Также одним из слуг был написан её портрет, по которому император опознал женщину из видения. Результатом стало освобождение узника и письмо Ирине с извинениями.

### Смерть
Согласно агиографу, однажды во время престольного праздника соборного храма Ирина по предсказанию поняла, что в следующем году станет последний раз участвовать в этом событии. Когда прошёл год, она отказалась от пищи, кроме райского яблока. С наступлением третьего дня, 28 июля, Ирина назначила преемницей монахиню Марию и приступила к продолжительной молитве, после которой умерла. О её смерти быстро узнал весь город, и в монастырь стеклись толпы народа, в том числе жёны и дочери членов синклита, чтобы прикоснуться к её мощам. Агиограф утверждает, что на момент смерти Ирине было 97 лет и что на могиле святой впоследствии стали совершаться чудеса. Эта могила, размещённая в часовне главного храма, находилась в почитании у многих, особенно у тех, кто искал защиты от клеветы.

## Почитание
Местом создания иконы святой Ирины считается Афон, а автором монах Нектарий, приняв мученическую смерть от турок в 1920 году. На иконе преподобную изобразили как стоящую между двух кипарисов женщину с тремя яблоками в руке. Иконе до сих пор приписываются чудеса, что является одной из причин паломничества сюда со всего мира. Так, периодическое издание монастыря, среди прочего, описывает эти случаи.
Впоследствии архимандрит Паисий (Филиокалиотакис) увёз икону с Афона. Он же являлся духовным отцом женщины по имени Лемония. Последняя в возрасте 20 лет в 1926 году постриглась в монахини с именем Мелетия. После принятия ею решения об основании монастыря был куплен участок земли, находившийся в местности Ликовриси (ныне в черте Больших Афин). После начала строительства храма, как утверждается, рабочему Михаилу Герасимосу и одной из монахинь было видение святой Ирины, которая указала на другое место для церкви, и план строительства подвергся изменению. По совету архимандрита Паисия Мелетия решила освятить храм во имя св. Ирины. Таким образом святая должна была стать покровительницей монастыря. Кроме того, рядом с церковью возвели часовню, посвящённую двум великомученикам Феодорам (Феодор Тирон и Феодор Стратилат). Строительные работы в монастыре были завершены в 1930 году. Автором мозаик кафоликона монастыря выступил В. Цоцонис в 1985—1989 годах. Не считая Хрисовалантского монастыря в Константинополе, это был первый монастырь св. Ирины. На данный момент он является монастырём старостильной «Церкви истинных православных христиан». Кроме того, существует монастырь прп. Ирины, расположенный в Нью-Йорке и действующий под юрисдикцией Константинопольского Патриархата.
Автором последования Ирине выступил афонский монах Герасим Микраяннанит в период между 1930 и 1950 годами. О мощах Ирины никаких данных не сохранилось.

## Комментарии
1. ↑  Соколов И. И. приводит пример св. Ирины как доказательство того, что и в византийских монастырях существовал свободный выбор способов подвижничества, а не только вне их стен. См.: Соколов И. И. Состояние монашества в Византийской Церкви с середины IX до начала XIII века (842—1204). Опыт церковно-исторического исследования. — СПб., 2003. — С. 287. — 464 с. — ISBN 5-89740-090-3.
2. ↑  Соколов И. И. приводит пример св. Ирины как доказательство того, что избрание преемников настоятелями перед смертью могло иметь «безусловное значение». См.: Соколов И. И. Состояние монашества в Византийской Церкви с середины IX до начала XIII века (842—1204). Опыт церковно-исторического исследования. — СПб., 2003. — С. 316. — 464 с. — ISBN 5-89740-090-3.
3. ↑  Каждан А. П. писал, что назначение игуменьей случилось к 20 годам Ирины. См.: Каждан А. П. Крестьянские движения в Византии в X в. и аграрная политика императоров Македонской династии // Византийский временник. — М., 1952. — Т. V. — С. 83.
4. ↑  Позднее он отождествлялся с Иоанном Богословом. См.: Шабля Е. В. Ирина // Православная энциклопедия. — М., 2011. — Т. XXVI : Иосиф I Галисиот — Исаак Сирин. — С. 374—376. — 39 000 экз. — ISBN 978-5-89572-048-6.